# Pieve di Teco
Pieve di Teco este o comună de 1.421 de locuitori în provincia Imperia, în regiunea Liguria, Italia.

## Localități înfrățite
- Franța, Bagnols-en-Forêt

## Galerie

Localizarea în provincia Imperia

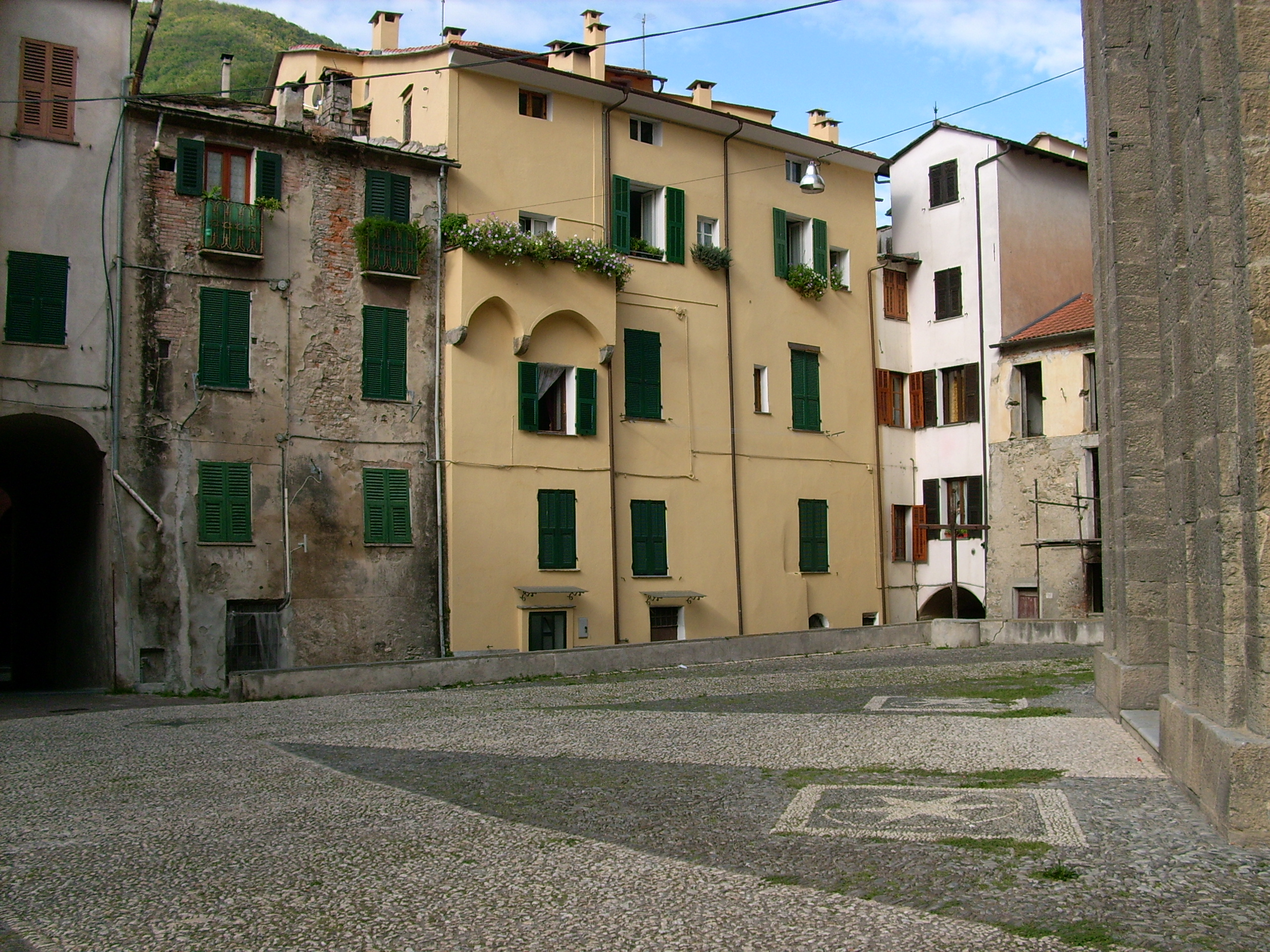
Centrul Istoric
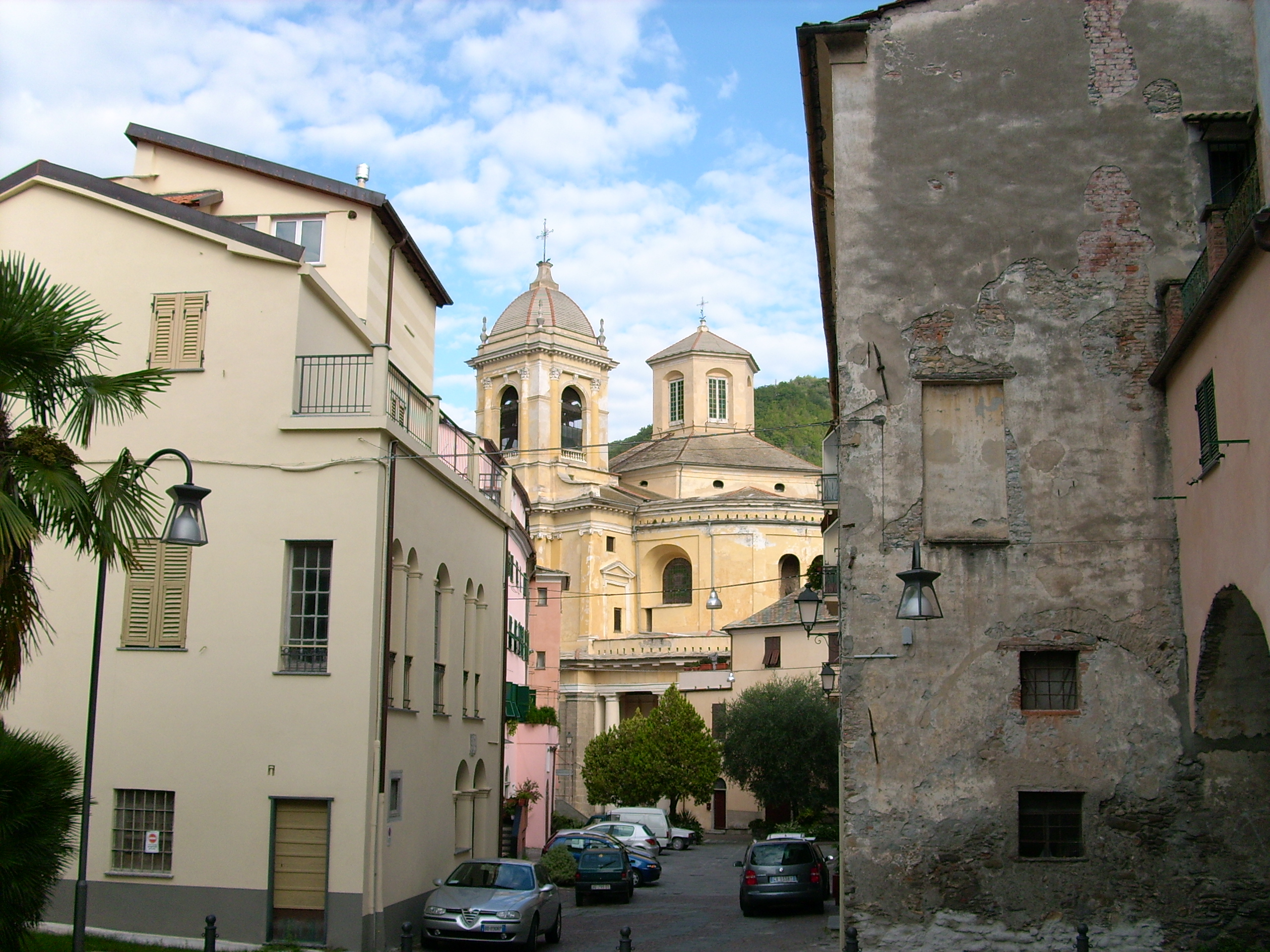
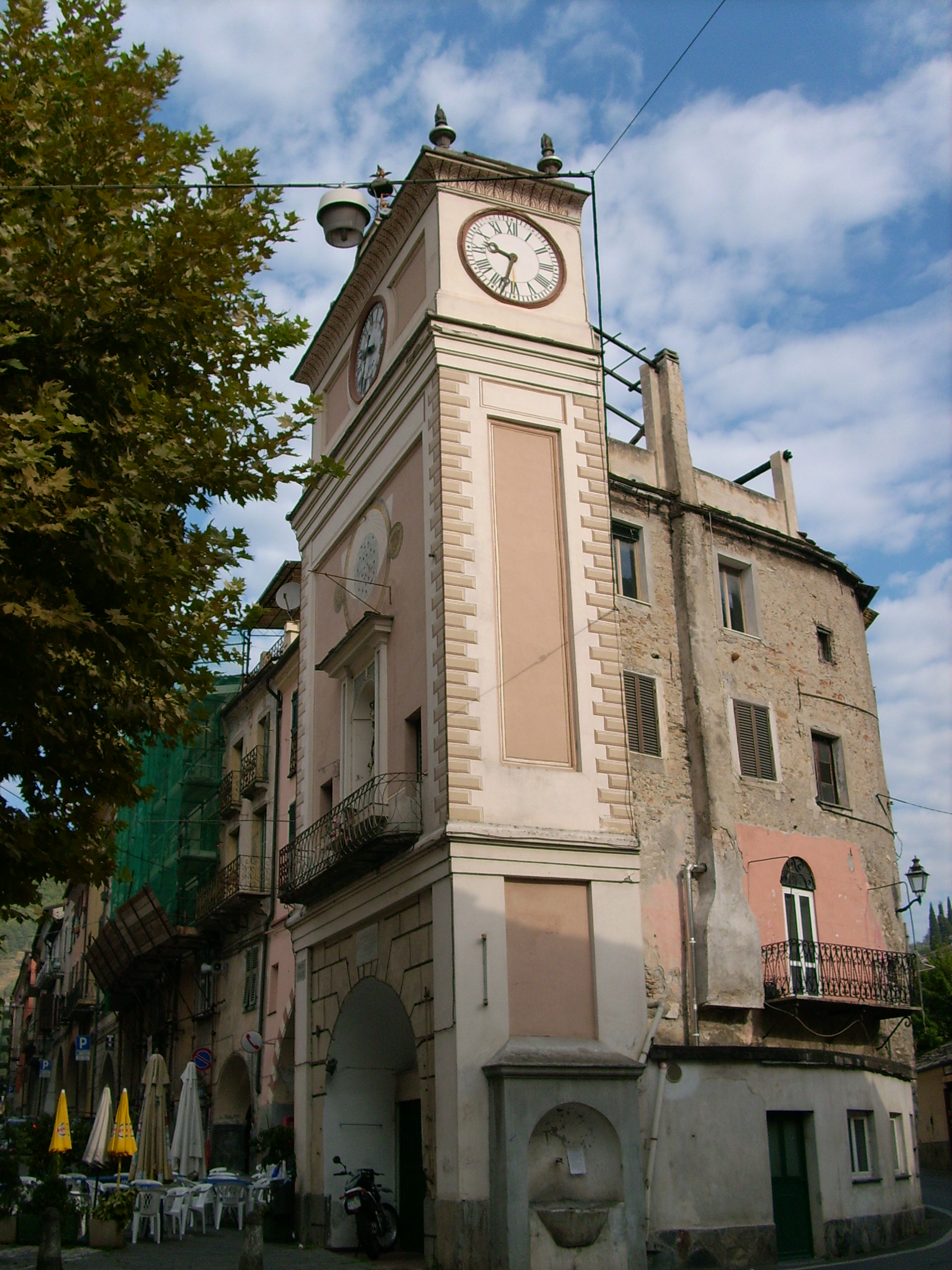
Turnul

## Demografie
Pieve di Teco - evoluția demografică

|  | Graficele sunt indisponibile din cauza unor probleme tehnice. Mai multe informații se găsesc la Phabricator și la wiki-ul MediaWiki. |

Date: Recensăminte sau birourile de statistică - grafică realizată de Wikipedia